# Thalamoporella spiravicula
Thalamoporella spiravicula är en mossdjursart som beskrevs av Florence, Hayward och Gibbons 2007. Thalamoporella spiravicula ingår i släktet Thalamoporella och familjen Thalamoporellidae. Inga underarter finns listade i Catalogue of Life.